# Kefalovryso
Kefalovryso (griechisch Κεφαλόβρυσο (n. sg.), auch Kefalovriso) ist ein Dorf in Griechenland. Es befindet sich in der Region Epirus im Bezirk Ioannina und war bis 2010 Verwaltungssitz der Gemeinde (δήμος) Ano Pogoni (Άνω Πωγώνι), die 2010 mit fünf weiteren Gemeinden zur neuen Gemeinde Pogoni zusammengeschlossen wurde.
Die Muttersprache der Bewohner ist neben Griechisch auch Aromunisch, welches die meisten Einwohner auch sprechen. Ein Teil der Bevölkerung verdient seinen Lebensunterhalt durch die Landwirtschaft, während der andere in der einzigen Fabrik im Dorf erwerbstätig ist, welche die griechischen Euro-Münzen herstellt.

## Einwohner
| Jahr | Einwohner Kommunen | Gemeindeeinwohner |
| ---- | ------------------ | ----------------- |
| 1981 | 1.062              | -                 |
| 1991 | 1.122              | 2.108             |
| 2001 | 1.040              | 1.663             |

## Geographie
Das Dorf liegt auf dem Berg Valaora (griechisch: Βαλαώρα).

## Geschichte
Vor dem Zweiten Weltkrieg besaß die Gemeinde über 40.000 Schafe. Transhumanz war seit Jahrhunderten die Regel. Fast jede Familie besaß eine Herde.
Während des Zweiten Weltkrieges verübten Angehörige der 1. Gebirgs-Division der deutschen Wehrmacht am 10. Juli 1943 ein Massaker unter den männlichen Dorfbewohnern, 2 wurden auf der Flucht erschossen, weitere 21 verbrannten eingesperrt in zwei Wohnhäusern bei lebendigem Leib. Das Dorf blieb bis zum ersten Schneefall im Winter unbewohnt, aus Angst der Bewohner vor weiteren Übergriffen.
Deutsch als Fremdsprache ist im Dorf verbreitet, weil viele Bewohner nach dem Zweiten Weltkrieg nach Deutschland auswanderten.